# Hamastán

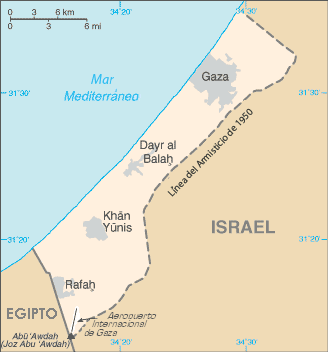
Franja de Gaza.

Hamástán es un neologismo, procedente de la fusión de las palabras Hamás, una organización palestina, y "stan", un sufijo persa que significa "casa de/lugar de".
El término surgió en los días de la retirada de Israel de la Franja de Gaza en 2005, y la sugestiva relación entre la ideología islamista de Hamás y los lazos políticos con las autoridades de Irán. Desde 2007, el término se ha utilizado para referirse a la victoria del Hamás sobre la facción oponente, Fatah, en Gaza, durante el conflicto palestino.
Utilizado principalmente por algunos medios de comunicación israelíes, europeos y angloparlantes, entre otros,  para describir el concepto de estado teocrático islamista que propone la organización Hamás en los Territorios Palestinos, con la sharia como base legislativa.[cita requerida]
El 30 de agosto de 2005, el cofundador de Hamás, Mahmoud al-Zahar, preguntado por un periodista de Newsweek si la Franja de Gaza se iba a convertir en un Hamastán, respondió afirmativamente utilizando el mismo término Hamastán.
El uso de este término se ha incrementado a partir de 2006, tras la victoria electoral de Hamás y los posteriores acontecimientos. Algunos consideran que "Hamastán" se ha convertido en una realidad de facto a lo largo del año 2007, principalmente a partir de junio del mismo año, tras la toma militar de la Franja de Gaza por Hamás y su independencia de la Autoridad Nacional Palestina.
La situación creada por la crisis política interna palestina ha llevado a que, aunque la Franja de Gaza siga formando parte, en el plano teórico, de los Territorios Palestinos, Israel la haya declarado "territorio enemigo", mientras no obstante sigue manteniendo relaciones diplomáticas y económicas con la Autoridad Nacional Palestina de Cisjordania.